# Sorex ugyunak
Sorex ugyunak là một loài động vật có vú trong họ Chuột chù, bộ Soricomorpha. Loài này được Anderson & Rand mô tả năm 1945.

## Hình ảnh

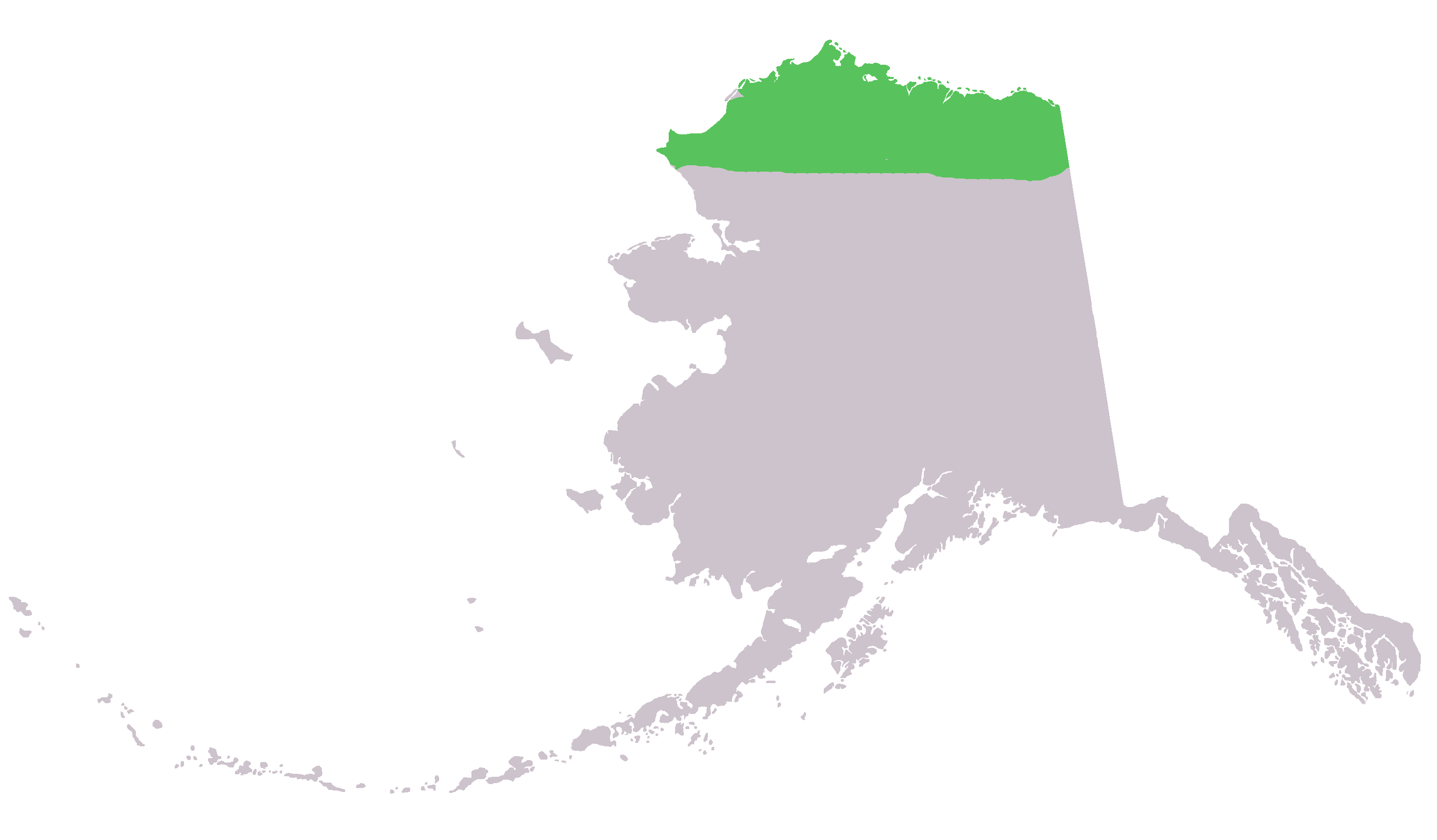